# Dolores Enríquez Arranz
María Dolores Enríquez Arranz (Madrid, 16 de octubre de 1913-25 de febrero de 2010) fue una conservadora de museos española cuya carrera estuvo muy ligada al Museo Nacional de Artes Decorativas de Madrid. 

## Trayectoria
Cursó sus estudios de Bachillerato en el Instituto-Escuela, muestra del interés de sus progenitores en ofrecerle una educación diferente al recoger esta institución los principios educativos de la Institución Libre de Enseñanza. 
En 1933, comenzó sus estudios de Filosofía y Letras, en la sección de Historia Medieval, en la Universidad de Madrid. El su primer año universitario, participó en el crucero universitario por el Mediterráneo en el verano de 1933. Sus estudios fueron interrumpirlos por el estallido de la Guerra civil española, por lo que no se licenció hasta 1940. Y lo hizo junto a su compañera María Luisa Vázquez de Parga Iglesias, historiadora y conservadora de museos. 
En 1942, Enríquez fue nombrada funcionaria interina en el Museo Arqueológico Nacional y, el 3 de julio de 1944, aprobó las oposiciones al Cuerpo Facultativo. Al año siguiente, en 1945, fue destinada al Museo Nacional de Artes Decorativas, donde, en 1965, fue nombrada directora de forma temporal tras la jubilación de la titular Pilar Fernández Vega.
Enríquez realizó también una importante labor docente. En la Escuela de Artes y Oficios de Madrid fue profesora durante dos cursos, entre 1944 y 1946, en la asignatura de Historia del arte. En 1948, tras ganar la oposición para el puesto de profesora auxiliar en el Instituto de Enseñanzas Profesionales de la Mujer, comenzó a impartir las clases de Artes Decorativas, que la Sección Femenina llevó a cabo en varios talleres. Además, fue profesora de Lengua Española en el Instituto Técnico de Enseñanza Media Santa Teresa de Jesús de Madrid. 

## Reconocimientos
En 2020, Enríquez fue incluida dentro del proyecto “Mujeres Investigadoras en los Archivos Estatales (1900-1970)” para la descripción archivística y creación de un micrositio específico en el Portal de Archivos Españoles (PARES), desarrollado entre 2020-2023. Este proyecto ha sido impulsado por la Subdirección General de Archivos Estatales, con el objetivo visibilizar la labor de investigación realizada en España por las mujeres en el intervalo 1900-1970 partiendo de los registros documentales que se conservan en los Archivos de Gestión de los AAEE del Ministerio de Cultura (el Archivo Histórico Nacional, el Archivo de la Corona de Aragón, el Archivo General de Simancas, el Archivo General de Indias, el Archivo de la Real Chancillería de Valladolid, el Archivo General de la Administración y el Centro de Información Documental de Archivos).

## Obra
- 1978 – Museo Nacional de Artes Decorativas. Servicio de Publicaciones del Ministerio de Educación y Ciencia. ISBN 9788436905335.[7]